# 폐쇄성 혈전혈관염
폐쇄성 혈전혈관염(閉鎖性血栓血管炎, Thromboangiitis obliterans) 혹은 버거씨병, 버거병(Buerger's disease)은 혈관이 폐쇄되어 초래되는 혈관 질환이다. 흡연자에게 잘 나타나며 장기간의 흡연으로 인해 발가락에 피가 통하지 않아 발가락이 썩는 증상을 보이는 것이 보통이다.

## 역사
버거씨병은 1879년 오스트리아에서 Felix von Winiwarter이 처음 보고하였다.
대한민국에서는 야구선수 송창식이 앓아 유명해지기도 했다.